# 克氏蝴蝶魚
克氏蝴蝶魚，又稱珠蝴蝶魚，俗名鳳梨蝶、藍頭蝶，為輻鰭魚綱鱸形目蝴蝶魚科的其中一種。

## 分布
本魚分布於印度太平洋區，包括東非、紅海、馬達加斯加、模里西斯、塞席爾群島、馬爾地夫、斯里蘭卡、印度、波斯灣、巴基斯坦、緬甸、泰國、馬來西亞、越南、琉球群島、中國沿海、台灣、菲律賓、印尼、新幾內亞、澳洲北部、新喀里多尼亞、帛琉、密克羅尼西亞、所羅門群島、馬紹爾群島、馬里亞納群島、斐濟群島、夏威夷群島、吐瓦魯、東加、法屬波里尼西亞、加拉巴哥群島、厄瓜多、巴拿馬、加利福尼亞灣等海域。

## 深度
水深4~31公尺。

## 特徵
本魚胸鰭前之體色為淡黃色，而胸鰭後則為暗黃色。且在背鰭棘部中央有一寬的淡色橫帶，但未達腹側。頭部具深褐色眼帶，通過眼球後，到達喉峽部，更延長到胸鰭。體側各鱗片上大多有一暗色斑。尾鰭末端顏色較深，腹鰭深色，而背、臀鰭末梢則有一極細黑邊。幼魚和成魚體色並無大差異，但成魚在眼上方具亮藍色。背鰭硬棘12~13枚、軟條24~27枚；臀鰭硬棘3枚、軟條20~21枚。體長可達15公分。

## 生態
本魚喜歡在有沙的珊瑚礁底部或礁盤上活動。屬雜食性，以軟珊瑚、藻類、浮游生物等為食

## 經濟利用
屬於高價值觀賞魚，易飼養，不供食用。